# Дарнагюль (станция метро)
«Дарнагюль» (азерб. Dərnəgül) — конечная станция второй (Зелёной) линии Бакинского метрополитена.
Расположена в промзоне Дарнагюль, за 7 микрорайоном, вблизи ж/д ветки Баку — Баладжары. Изначально расположение планировалось у юго-восточной оконечности 7-го микрорайона. Оборот поездов на станции  осуществляется по временной схеме, через съезд перед станцией. В дальнейшем[когда?]

, линию планируется продлить до станции метро «Кероглу». На перегоне «Азадлыг проспекти» — «Дарнагюль» построен съезд к строящемуся депо «Дарнагюль». Станция односводчатая, мелкого заложения. 

## Характеристика
Станция была открыта 29 июня 2011 года как продолжение станции «Азадлыг проспекти». Протяженность сданного пропускного комплекса составляет 1 548 погонных метров, станции — 302 погонных метра. В архитектуре станции использованы классические мотивы и стилизованные элементы национального орнамента. При выполнении на станции облицовочных работ были использованы около 500 тыс. квадратных метров естественного мрамора и гранита с Украины, Турции и Индии.
Для освещения пассажирской платформы внедрена система освещения типа подвесного потолка немецкого производства. Кроме этого, станция имеет 4 выхода, которые оснащены информационными мониторами. Энергообеспечение станции метро выполняется посредством понижающего трансформатора в 10 кВ.
На станции установлены 3 эскалатора высотой подъема 7 метров. Кроме этого, использованы плазменные электронные табло, показывающие направление маршрутов. Впервые в Бакинском метрополитене внедрена система SOS. За счет инвестиций, выделенных в конце прошлого года, на станции «Дарнагюль» также как и на других внедрены системы видеонаблюдения, опознания и др.
Автоматический контрольный пункт и другие аппараты посредством волоконно-оптических кабелей подключены к центральному серверу. Посредством специальных видеокамер на станции «Дарнагюль» можно контролировать вход-выход, вестибюль, эскалатор и др. В то же время на платформе станции установлены новые электронно-интервальные часы.
Новая станция как продолжение станции «Азадлыг проспекти» построена в Бинагадинском районе на улице С.С.Ахундова и охватывает 7-й микрорайон. Кроме этого, над станцией, на участке в 10,2 га, заложен новый парк, выполнены озеленительные и другие работы. Для отдыха жильцов установлены 34 скамейки, 120 осветительных столбов.
При подъезде к станции в вагонах звучит фрагмент из песни «Песня о Баку» (азерб. Bakı haqqında mahnı) композитора Васифа Адигезалова.